# Casa a Bretui
La Casa a Bretui és una obra de Baix Pallars (Pallars Sobirà) inclosa a l'Inventari del Patrimoni Arquitectònic de Catalunya.

## Descripció
De planta rectangular, amb façana al sud en un lateral de la coberta, que és a dues vessants. Es compon de planta baixa i dos pisos alts. La façana és arrebossada. A la planta baixa s'obre una gran arcada per sota de la qual passa un petit carreró. Al costat d'aquesta es troba una porta allindada. Al primer pis s'obren tres grans balcons; aquesta mateixa disposició es repeteix en el pis superior, si bé en dimensions més reduïdes. A l'oest hi ha adossades diverses dependències de la casa (cellers, estables, etc.), disposades entorn a una era.